# 御陵村
御陵村（みささぎそん）は、鳥取県岩美郡にあった自治体である。「ごりょうそん」とも言った。1896年（明治29年）3月31日までは法美郡に属した。

## 概要
現在の鳥取市（旧国府町）のうち、国府町広西・国府町玉鉾・国府町岡益・国府町清水・国府町山根に相当する。袋川中流左岸の沖積地に位置した。
村名は岡益の石堂が安徳天皇御陵墓の伝承があることにちなむ。
藩政時代には鳥取藩領の法美郡広西郷（ひろせのごう、広瀬郷とも）に属する広西村・玉鉾村、登儀郷（とぎのごう）に属する岡益村・清水村・山根村があった。
岡益（おかます）は「岡が増す」、つまり丘陵地形（岡が重なり合ったところ）に由来すると考えられる。古くは「丘益」と書いたが、「丘」では石堂の丘陵に通じ村名としては紛らわしいという理由で「岡」に改められたと因幡志には記されている。
広西（ひろせ）は広瀬とも書き、袋川の流れが広い瀬となった所にできた村であることから広瀬となったと考えられる。
山根（やまね）は山裾にできた村とされる。
玉鉾（たまぼこ）は伊邪那美神に美の象徴である「玉」を、大穴牟遅神に国土平定の武の象徴である「鉾」をあてて玉鉾神社と言ったことにちなむとされる。
清水（すんず）は古くは「澄水」と書き、山裾から湧く2箇所の清水によって付けられた名だとされる。読みが「すみみず」から「すんず」に変化し、同義語の清水を当てたのではないかと考えられる。

## 沿革
- 1881年（明治14年）9月12日 - 鳥取県再置。
- 1883年（明治16年） - 宮下村（後の国府村大字宮下村）に置かれた連合戸長役場の管轄区域となる。ただし山根村のみ中河原村（後の登儀村大字中河原村）の管轄区域となる[4]。
- 1889年（明治22年）10月1日 - 町村制施行により、広西村・玉鉾村・岡益村・清水村・山根村が合併して村制施行し、御陵村が発足。旧村名を継承した5大字を編成し、役場を玉鉾村に設置[5]。
- 1893年（明治26年）1月31日 - 役場位置を大字岡益村25番次1番屋敷に変更[6]。
- 1896年（明治29年）4月1日 - 郡制の施行により、邑美郡・法美郡・岩井郡の区域をもって岩美郡が発足し、岩美郡御陵村となる。
- 1907年（明治40年）4月1日 - 国府村・法美村と合併して宇倍野村が発足。同日御陵村廃止[3]。

## 行政

### 歴代村長
| 氏名       | 在職                                    | 備考                   |
| ---------- | --------------------------------------- | ---------------------- |
| 足達貞一   | 1896年（明治29年）                      | [ 7 ]                  |
| 前田恒造   | 1899年（明治32年） - 1902年（明治35年） | [ 8 ]                  |
| 定久国蔵   | 1903年（明治36年） - 1904年（明治37年） | 、後に宇倍野村長に就任 |
| 西尾幸太郎 | 1905年（明治38年） - 1906年（明治39年） | [ 10 ]                 |

## 教育
- 御陵尋常小学校：1873年（明治6年）8月19日、玉鉾に玉鉾小学校として開校。1887年（明治20年）に岡益に移転して御陵尋常小学校と改称したとされる。この頃、御陵村内で役場・小学校の位置をめぐり内紛が生じ、玉鉾の大部分は法美村の法美尋常小学校に通学し、広西には低学年用の分教場を設けて分離した。なお高学年は御陵・宮下（国府村宮下）の両尋常小学校に通学して卒業した。宇倍野村発足後は高等科を設置した法美尋常高等小学校に合併した[3]。

## 交通
- 江戸期まで雨滝街道（現在の県道31号）の一部区間が袋川左岸の当村域を通っていたが、明治の改修で右岸側を一直線に通るようになった[3]。
- 岡益から八頭郡私都谷に通じる谷道が造成された（現在の県道282号）。